# Ionisch (dialect)

Verbreiding van de Oudgriekse dialecten. Ionisch in het violet.

Het Ionisch is een Oudgrieks dialect, gesproken door de stam van de Ioniërs. Het verspreidingsgebied van het dialect omvatte de westkust van Klein-Azië, de Egeïsche eilanden, Euboea en enkele kolonies aan de Zwarte Zee en in Zuid-Italië. Het Attisch maakt deel uit van de (Attisch-)Ionische dialectgroep. De Attisch-Ionische dialectgroep is het Oudgriekse dialect dat vandaag als klassieke standaard wordt gezien wanneer men denkt aan de taal in het oude Griekenland.

## Classificatie onder de Oudgriekse dialecten
Antieke grammatici onderverdeelden de Oudgriekse dialecten traditioneel in vier categorieën: het Attisch, het Ionisch, het Dorisch en het Eolisch. Sommigen voegden hier de Koine nog als vijfde dialect aan toe. Deze onderverdeling is gebaseerd op de literaire dialecten, en laat andere Oudgriekse dialecten die enkel epigrafisch waren betuigd, zoals het Arcadisch of het Thessalisch, buiten beschouwing. Een hedendaagse categorisering bestaat uit het opdelen tussen de West-Griekse en Oost-Griekse dialecten. Het Ionisch valt onder de Oost-Griekse dialectgroep, en behoort specifieker tot de Attisch-Ionische dialectgroep.
De volgende kenmerken hebben ertoe geleid dat deze twee dialecten deel uitmaken van dezelfde groep: het snelle verlies van /w/ (οἶκος vs ϝοῖκος /wóíkos/ in sommige andere dialecten), de omzetting van /ā/ naar /ɛ̄/ (μήτηρ /mɛ̄tɛ̄r/ ‘mother’ = μάτηρ in andere dialecten zoals het Dorisch) en bepaalde lengtewisselingen van klinkers (πόληος /pólɛ̄os/ > πόλεως /póleɔ̄s/ ‘van een stad’). 
Daarnaast kan het Ionisch zelf nog verder onderverdeeld worden in drie subcategorieën. 
De eerste subgroep is het Oost-Ionisch, ook wel ‘het Ionisch van Klein-Azië’ genoemd. Hieronder vallen: de steden langs de kust van Klein-Azië, de eilanden in de buurt van Klein-Azië zoals Samos, Chios, enz. samen met hun kolonies, vooral aan de Hellespont, Propontis en Euxine. Binnen het Oost-Ionisch onderscheidde Herodotus nog eens vier verschillende categorieën. Ten eerste het dialect van de steden Milete, Myus en Priene, dat beïnvloed werd door het Karisch. Ten tweede het dialect van de steden Phocaea, Ephese, Colophon, Lebedos, Klazomenae, en Teos met daarbij hun kolonies, dat beïnvloed werd door het Lydisch. Ten derde het dialect van Chios, Erythrae en hun kolonies, dat beïnvloed werd door het Eolisch. Als laatste het dialect van Samos en haar kolonies.
De tweede subgroep is het Centraal-Ionisch, ook wel ‘Ionisch van de Cycladen’ genoemd. Hieronder vallen: de Cycladen, Naxos, Amorgos, Paros met haar kolonie Thasos, Delos, Tenos, Andros, Ceos, enz.
De derde subgroep is het West-Ionisch, ook wel ‘het Euboeïsch dialect’ genoemd. Hieronder vallen: Chalcis met haar kolonies in Italië en vooral op Sicilië, Chalkidiki en de andere steden van Euboea.

## Genres en auteurs
Niet alle Griekse dialecten werden dus bestempeld als ‘literaire dialecten’.Het Ionisch werd echter wel als zo’n dialect beschouwd, en speelde al vanaf het vroege begin van de Griekse literatuur een belangrijke rol. De literaire ontwikkeling van de epiek werd eerst nog in gang gezet door de Aeoliërs, waarna de Ioniërs overnamen met vooral de komst van Homerus. Het Ionisch en de taal van Homerus werden vanaf dan de norm voor alle epiek in Griekenland. Hesiodus’ taal komt grotendeels hiermee overeen, met andere Eolische accenten. 
De elegie was ook grotendeels schatplichtig aan het Ionische dialect. Niet alleen Ioniërs als Archilochus, maar ook Grieken uit andere regio’s zoals Solon uit Athene (Attisch als regionaal dialect) en Tyrtaeus uit Sparta (Dorisch als regionaal dialect) gebruikten het Ionisch voor dit genre.
De eerste prozaschrijvers waren ook afkomstig uit Ionië rond de zesde en vijfde eeuw v.C. De natuurfilosofen Anaximander, Anaximenes en Thales schreven hun verhandelingen in de regio van Klein-Azië (zesde eeuw v.C.). Een eeuw later schreef Herodotus zijn geschiedkundig werk ook in het Ionisch en ongeveer in dezelfde periode vinden we de medische traktaten van oer-medicus Hippocrates van Cos terug in het Ionisch.

### Herodotos
Herodotus van Halicarnassus wordt gezien als de grootste Ionische prozaschrijver. Hij is vooral bekend door zijn Historiën. Dit was een omvangrijk werk geschreven tussen 450-420 v.Chr. waarin hij verslag deed over de Perzische Oorlogen. Herodotus wordt ook wel eens de vader van de geschiedschrijving genoemd.
De taal van Herodotos is een mengeling van het Ionisch samen met een aantal Attische vormen. Ook het Dorische dialect is te zien bij eigennamen. Wat betreft het Ionisch komen de meeste vormen uit de tijd van de schrijver zelf, de rest is eerder verouderd Ionisch taalgebruik voor de 5de eeuw. Voorbeelden van typisch Ionisch taalgebruik zijn bijvoorbeeld het gebruik van de uitgang  - έων voor de genitief meervoud (bv: Περσέων ‘van de Perzen’).
Het merendeel van zijn gebruikte vormen kunnen vergeleken worden met Ionische epigrafische opschriften. Bijvoorbeeld zijn eigen afkomst ΑλικαρνᾱΤέων wordt zo gevonden in de epigrafie. Dit wordt dan verder geïoniseerd tot Αλικαρνησσεύς (1.144), met de kenmerkende dubbele sigma in plaats van dubbele tau.
Daarnaast gebruikt Herodotos zowel de gecontraheerde vormen van het werkwoord als de niet gecontraheerde vormen. In typisch Ionisch worden werkwoorden met een stam op -έω niet gecontraheerd in het schrift, maar worden wel samengetrokken uitgesproken. Dit is te zien door het bestuderen van het metrum. Herodotos gebruikt voor het werkwoord ἱστορέω (‘informeren, te weten komen’) de vorm ἱστορέων (participium praesens). Dit volgt de traditionele Ionische spelling. Toch verkiest Herodotos soms de gecontraheerde spelling, bijvoorbeeld δηλοῦσι (‘duidelijk zijn/maken, blijken’). Dit wijst op een evolutie van de spelling die steeds meer de mondelinge spelling volgt.

## Inscripties

### West-Ionisch
De oudste Ionische inscriptie (na de beker van Nestor) is de zogenaamde aryballos van Tataie. Deze miniatuurpot is gemaakt uit klei en versierd met proto-Corintische versieringen. De vaas is gevonden in Cumae en zou gedateerd worden ca. 675/650. Er staan in totaal drie lijnen tekst op, die van elkaar zijn gescheiden door een verticale streep.
Ταταίε̄σ ε̄μὶ λ|ε̄´ϙυθοσ · hὸσ δ᾽ἄν με κλέφσ|ει θυφλὸσ ἔσται
‘Ik ben Tataie’s lekythus: wie mij zou stelen, zal blind worden.’
In deze inscriptie zijn er duidelijke Ionische kenmerken te zien zoals het gebruik van η in Ταταίη en ἠμί in plaats van het Attische εἰμί (αctief indicatief praesens 1 enk van het werkwoord εἶναι ‘zijn’). De Ioniërs gebruiken het partikel ἄν, waar Homerus het partikel κε gebruikt.

### Centraal-Ionisch
Archilochus was een dichter die schreef in het Ionische dialect. Hij is afkomstig uit Paros, maar was ook actief in Thasos in Centraal-Ionië. In het volgende vers uit fragment 131 gedenkt Archilochus zijn vriend Glaucus, zoon van Leptines. 
τοῖος ἀνθρώποισι θῡμός, Γλαῦκε Λεπτίνεω πάϊ, γίνεται θνητοῖς, ὁποίην Ζεύς ἐφ᾽ ἡμέρην ἄγηι 
‘Zo’n geest, Glaucus zoon van Leptines, hebben mensen – sterfelijke mensen – voor welke dag Zeus ook mag brengen.’
Hier gebruikt Archilochus de typerende uitgang -εω voor de genitief. Het is duidelijk niet Attisch door het gebruik van ἡμέρην met een ètha in plaats van het Attische ἡμέρᾱ. Uit dit voorbeeld kan men ook afleiden dat in het Centraal-Ionisch de aanblazing niet verloren is, dit in tegenstelling tot de rest van de Ionische dialecten. Daarnaast is in het woord θνητοῖς de Ionische uitgang -οῖς te zien voor de datief meervoud.

## Kenmerken
Hieronder volgt een overzicht van de belangrijkste verschillen tussen het Ionisch en het Attisch, onderverdeeld in fonetische en morfologische kenmerken, gevolgd door specifieke eigenschappen van de Ionische subdialecten (West-, Centraal- en Oost-Ionisch).

### Fonetiek
- Vervanging van lange ᾱ door η: In het Ionisch wordt de oorspronkelijke lange ᾱ (ā) consequent vervangen door η (ē). Voorbeeld: Ionisch ἱστορίη (historiē) tegenover Attisch ἱστορίᾱ (historiā) (‘geschiedenis, onderzoek’).
- Behoud van η na ε, ι, ρ: De η blijft behouden na de letters ε, ι of ρ. Voorbeeld: Ionisch γενεή, χώρη (geneē, chōrē) tegenover Attisch γενεά, χώρα (geneā, chōrā) (‘familie, geslacht’ / ‘plaats, streek’).
- Klinkervariaties: Bepaalde woorden vertonen verschillen in klinkers. Voorbeeld: Ionisch τρῶμα, ξεῖνος, μοῦνος (trōma, xeinos, mounos) tegenover Attisch τραῦμα, ξένος, μόνος (trauma, xenos, monos) (‘wond’ / ‘vreemdeling’ / ‘alleen’).
- Gebruik van σσ in plaats van ττ: Het Ionisch gebruikt σσ waar het Attisch ττ heeft. Voorbeeld: Ionisch θάλασσα (thalassa) tegenover Attisch θάλαττα (thalatta) (‘zee’).
- Labiaal-velair /kw/: De proto-Griekse /kw/ wordt in het Ionisch soms κ in plaats van π. Voorbeeld: Ionisch ὄκως (okōs) tegenover Attisch ὅπως (hopōs) (‘hoe’).
- Uitblijven van contractie: Contractie van klinkers zoals εα, εο, εω, εοι kan in het Ionisch achterwege blijven. Voorbeeld: Ionisch γένεα (genea) tegenover Attisch γένη (genē) (‘soorten’).
- Psilosis (verlies van aspiratie): De begin-h (aspiratie) ontbreekt soms in het Ionisch. Voorbeeld: Ionisch ἴκκος, δέκομαι (ikkos, dekomai) tegenover Attisch ἵππος, δέχομαι (hippos, dechomai) (‘paard’ / ‘ik ontvang’).
- Compensatorische verlenging: Een resonant (m, l, n, r, y, w) gevolgd door /s/ of /y/ resulteert in een lange klinker + resonant. Voorbeeld: */es-mi/ > εἰμί (ēmí, ‘ik ben’).
- Een [ns] aan het einde van een woord leidt tot een nieuwe /ā/ of /ō/. Voorbeeld: /pánt+s/ > πᾶς (pās, ‘alle’); /tóns/ > Ionisch τṓς (tōs, ‘de/het, die’).
- Verlies van /w/ na een resonant veroorzaakt in Oost- en Centraal-Ionisch compensatorische verlenging, maar niet in West-Ionisch. Voorbeeld: *mónwos > Oost-Ionisch μοῦνος, West-Ionisch μόνος (‘alleen’); *ξένϝος > Oost-Ionisch ξεῖνος, West-Ionisch ξένος (‘vreemdeling’).
- Contractie leidt tot hogere middenklinkers. Voorbeeld: *tréyes > [trẽs].

### Morfologie
- Krasis: De combinatie van ο/ω + α resulteert in ω. Voorbeeld: τὠγῶνος < τοῦ ἀγῶνος (‘de wedstrijd’); τὠυτό < τὸ αὐτό (‘hetzelfde’).
- Genitief enkelvoud: Bij ι-stammen en substantieven op -ευς heeft het Ionisch respectievelijk -ιος en -εος, tegenover Attisch -εως. Voorbeeld: πόλιος, βασιλέος (‘van de stad’ / ‘van de koning’).
- Genitief meervoud: Vrouwelijke substantieven hebben soms de uitgang -εων in plaats van Attisch -ων.
- Datief meervoud: In de eerste declinatie heeft het Ionisch -οισι en -ῃσι in plaats van Attisch -οις en -αις. Voorbeeld: Ionisch θεοῖσι, γνώμῃσι (theoisi, gnōmēsi) tegenover Attisch θεοῖς, γνώμαις (theois, gnōmais) (‘aan de goden’ / ‘door de meningen’).
- Persoonlijk voornaamwoord: Speciale vormen in de derde persoon enkelvoud (genitief, datief, accusatief): ἕο, οἱ, μιν (heo, hoi, min).
- Augment: Het augment in de aoristus en het plusquamperfectum is in het Ionisch niet verplicht, vooral bij Homerus.
- Werkwoorduitgangen: Sommige werkwoorden hebben afwijkende uitgangen. Voorbeeld: Ionisch ἐών tegenover Attisch ὤν (‘zijnde’); βόλομαι tegenover βούλομαι (‘ik wil’); δέκνυμι tegenover δείκνυμι (‘ik toon aan’).
- Athematische werkwoorden: Werkwoorden op -μι worden in het Ionisch als contracte werkwoorden verbogen. Voorbeeld: Ionisch τιθεῖν tegenover Attisch τιθέναι (‘plaatsen’).
- Woordvormen: Bepaalde woorden hebben unieke vormen in het Ionisch. Voorbeeld: Ionisch κεῖνος, μέζων, ἰθύς, ξυνός tegenover Attisch ἐκεῖνος, μείζων, εὐθύς, κοινός (‘die’ / ‘groter’ / ‘recht’ / ‘gemeenschappelijk’).

### West-Ionisch
- Geen compensatorische verlenging bij /w/: De /w/-klank kan verdwijnen zonder verlenging van de voorgaande klinker. Voorbeeld: West-Ionisch μόνος tegenover Oost-Ionisch μοῦνος (‘alleen’).
- Voorkeur voor -ττ-: In tegenstelling tot andere Ionische dialecten gebruikt het West-Ionisch -ττ- in plaats van -σσ-. Voorbeeld: West-Ionisch πρήττω tegenover Oost-Ionisch πρήσσω, Attisch πράττω (‘doen, handelen’).
- Assimilatie van -rs- tot -rr-: Dit is frequent in West-Ionisch en Attisch. Voorbeeld: θάρσος (‘moed’) wordt θάρρω[ν] in West-Ionisch, terwijl Oost- en Centraal-Ionisch ρρ gebruiken.
- Aanwijzende voornaamwoorden: West-Ionisch gebruikt τοῦτα, τούτει, ἐντοῦθα in plaats van ταῦτα, ταύτηι, ἐνταῦθα (‘die, dat’ / ‘op die plaats’).
- Genitief van eigennamen: Eigennamen op -ις hebben de genitief -ιδος, zoals in het Attisch, in plaats van Ionisch -ιος.
- Infinitief van εἶναι: West-Ionisch gebruikt εἶν (‘zijn’).

Kenmerken in Eretria en Oropos:
- Rhotacisme: Variabel gebruik van ρ in plaats van σ. Voorbeeld: Ἀρτεμίρια tegenover Ἀρτεμίσια (‘feest voor Artemis’); πρέρβος tegenover πρέσβος (‘object van respect’); νῑκερᾱς tegenover νῑκήσᾱς (‘een overwinning behaald’).
- Klinkers vanaf 400 v.Chr.: Gebruik van -ει, -οι in plaats van -ηι, -ωι.[1]

### Centraal-Ionisch
Het Centraal-Ionisch kenmerkt zich door:
- Aanblazing in vroege inscripties: Deze verdwijnt later.[2]

### Oost-Ionisch
Het Oost-Ionisch heeft de volgende kenmerken:
- Psilosis: Verlies van de begin-h (/h/). Voorbeeld: Ιστίη tegenover Attisch ἑστίᾱ (‘haard’); κατάπερ tegenover West-Ionisch καθάπερ (‘zoals’).

- Gebruik van k- in plaats van p-: In woorden zoals κοτε (ποτε), κου (που), κως (πως) (‘ooit’ / ‘ergens’ / ‘op een bepaalde manier’).

- Iteratief tussenvoegsel -σκε-: Gebruikt in werkwoorden, vooral bij Homerus. Voorbeeld: λήθεσκε(ν) (‘herhaaldelijk aan de aandacht ontsnappen’).[1]

- Tweeklanken vanaf de 4e eeuw v.Chr.: Gebruik van αο, εο in plaats van αυ, ευ.